# Fritzi Massary
 (novembre 2023).
Si vous disposez d'ouvrages ou d'articles de référence ou si vous connaissez des sites web de qualité traitant du thème abordé ici, merci de compléter l'article en donnant les références utiles à sa vérifiabilité et en les liant à la section « Notes et références ».
Fritzi Massary, née Friederike Massaryk le 21 mars 1882 à Vienne et morte le 30 janvier 1969  à Beverly Hills, est une chanteuse et actrice autrichienne.

## Biographie
Fritzi Massary fut l'une des principales chanteuses d'opérette à Vienne et Berlin : en 1912, sa popularité était telle qu'on parlait simplement de « die Massary » (la Massary). Comptant parmi les divas de sa génération, elle était étroitement liée à Oscar Straus, participant à la création de six de ses opérettes, dont Der letzte Walzer (en) en 1920. Elle apparut aussi dans des opérettes de Franz Lehár et Leo Fall.
Malgré sa conversion au protestantisme en 1903, Fritzi Massary fuit l'Allemagne fin 1932 à cause de ses origines juives,. Elle passa par l'Autriche, la Suisse et le Royaume-Uni, où elle se lia d'amitié avec Noël Coward (elle figura en 1938 dans l'une de ses opérettes). L'année suivante, elle s'installe à Beverly Hills avec sa fille Lisl et son beau-fils Bruno Franck. Elle y retrouvre d'autres exilés comme Elisabeth Bergner, Fritz Korner ou Max Reinhardt dans ce qui est appelé le « Nouveau Weimar ». Elle y réside jusqu'à sa mort.

## Photos

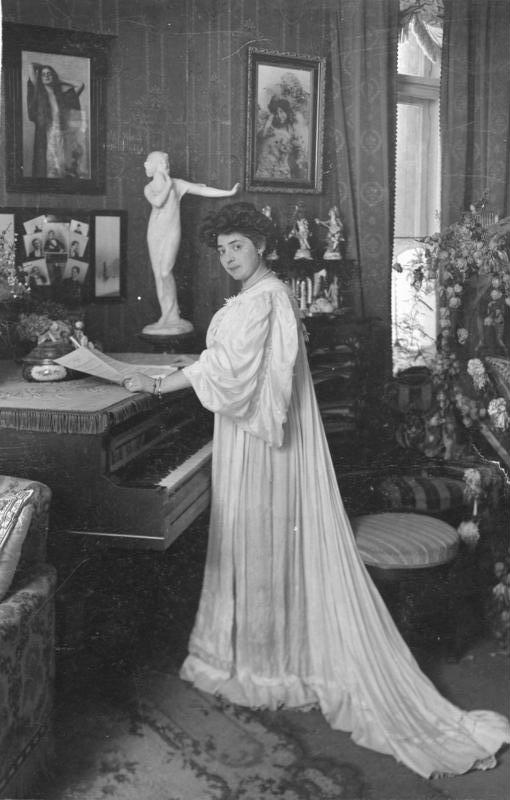
Fritzi Massary en 1914.
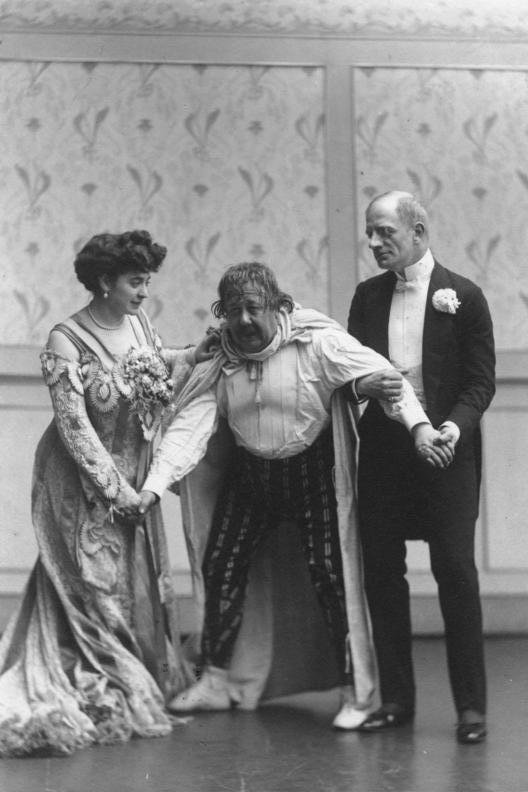
Fritzi Massry et Joseph Giampetro en 1913 dans l'opérette Maxim au Metropol-Theater de Berlin.
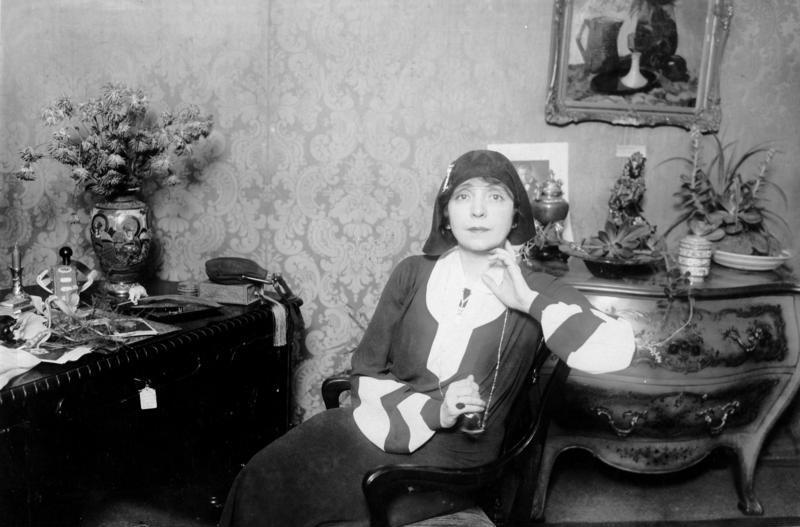
Fritzi Massary en 1929.
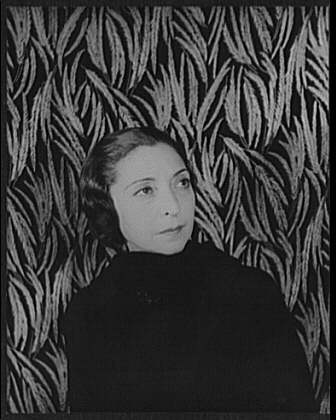
Fritzi Massary photographiée par Carl van Vechten.
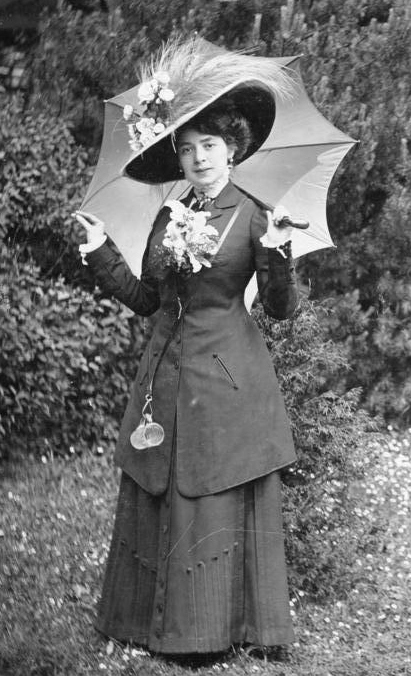
Fritzi Massary en 1909.
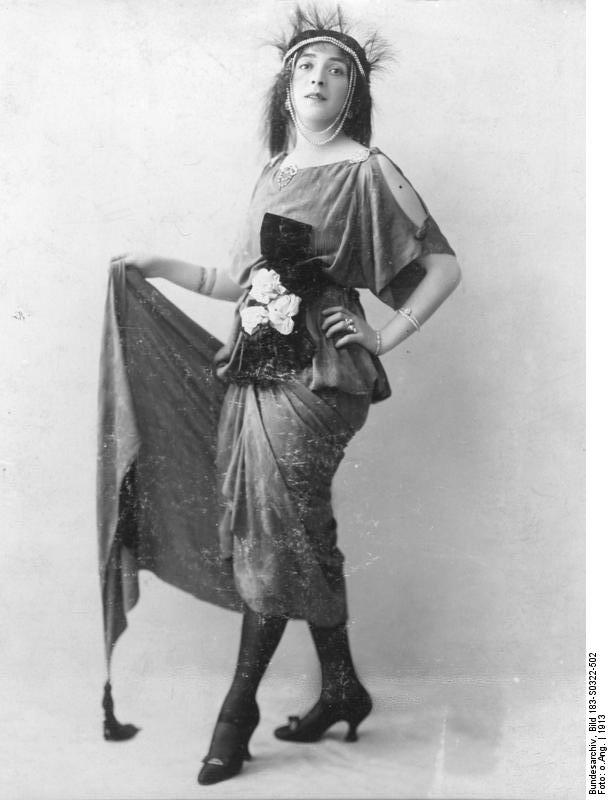
Fritzi Massary en 1913 dans Il ritorno d’Ulisse in patria (Die Heimkehr des Odysseus).
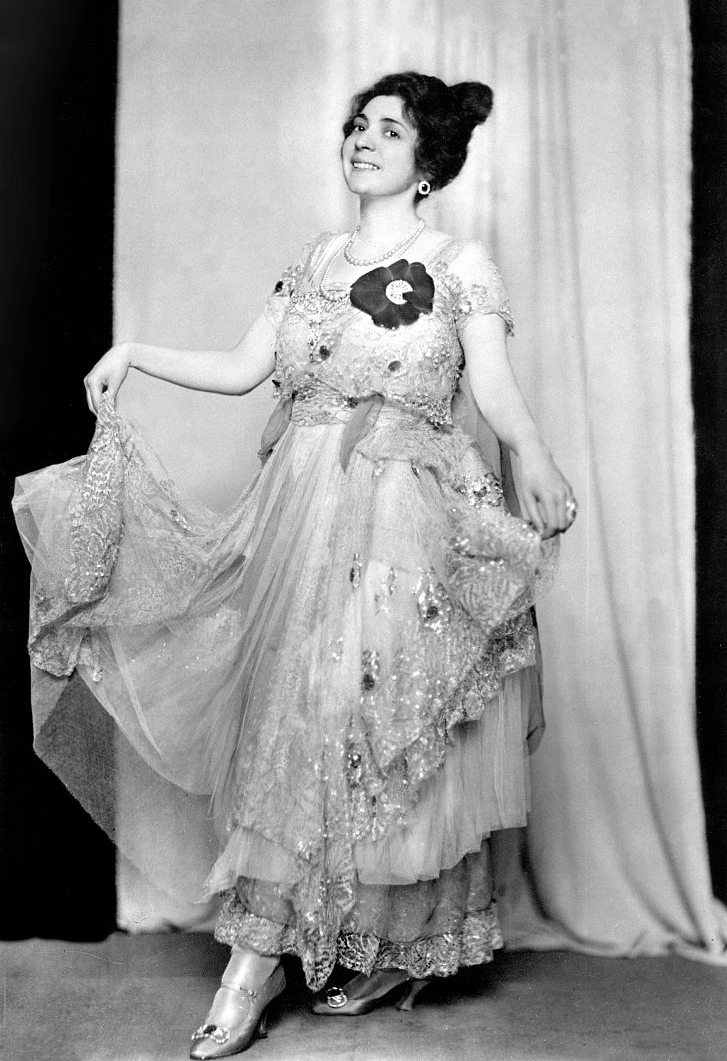
Fritzi Massary photographiée par Nicola Perscheid.
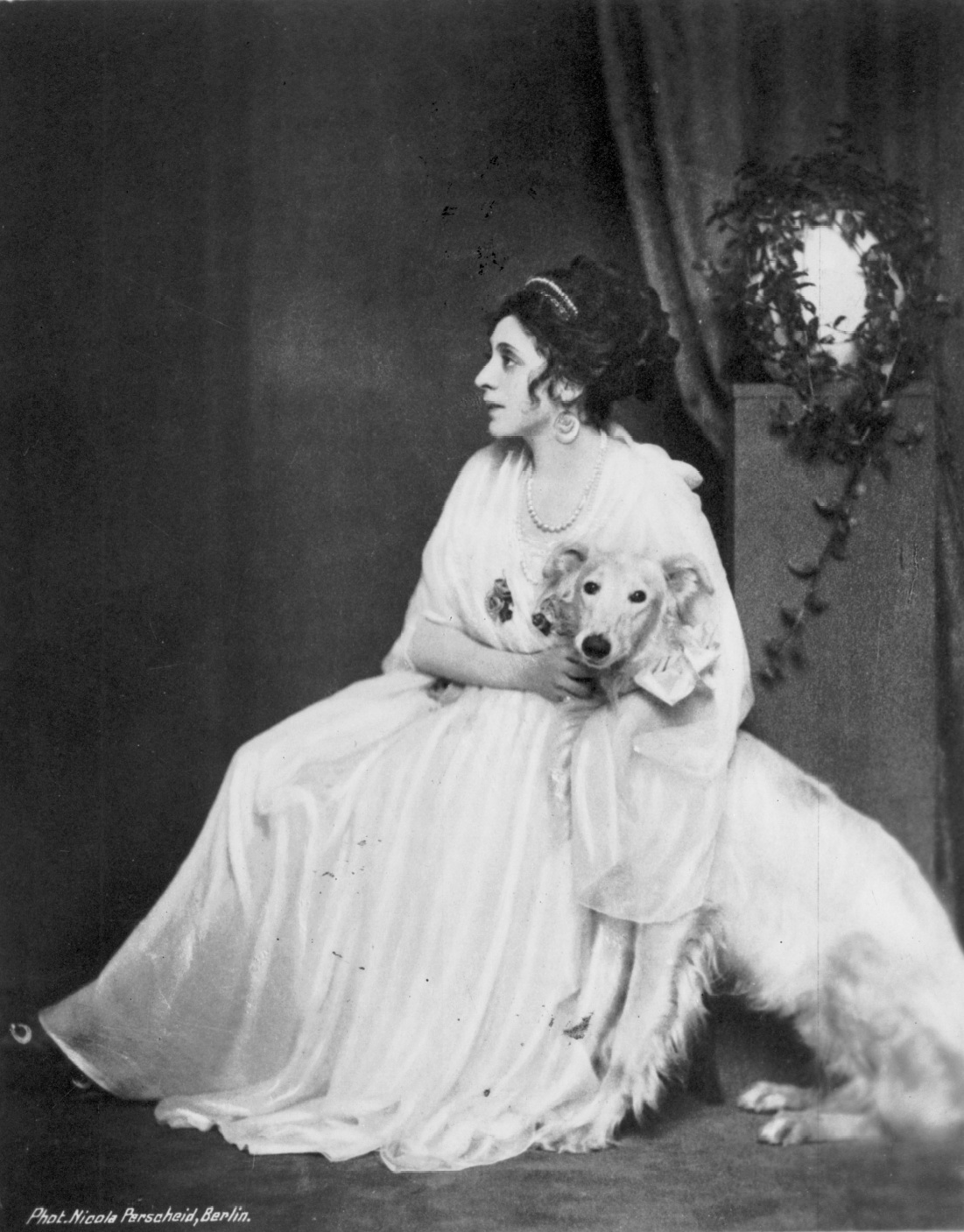
Fritzi Massary photographiée par Nicola Perscheid.

## Filmographie
- 1912 : Viola
- 1915 : Der Tunnel de William Wauer
- 1919 : Die Rose von Stambul (en) de Felix Basch et Arthur Wellin (en)
- 1919 : Narrentanz der Liebe

## Sources de la traduction
- (en) Cet article est partiellement ou en totalité issu de l’article de Wikipédia en anglais intitulé « Fritzi Massary » (voir la liste des auteurs).

- (de) Cet article est partiellement ou en totalité issu de l’article de Wikipédia en allemand intitulé « Fritzi Massary » (voir la liste des auteurs).